# Hadennia
Hadennia là một chi bướm đêm thuộc họ Erebidae.